# Golemanovo, Vidin
Golemanovo (în bulgară Големаново) este un sat în comuna Kula, regiunea Vidin,  Bulgaria. 

## Demografie
Componența etnică a satului Golemanovo
     Romi (15,87%)
     Bulgari (84,12%)
     Nicio identificare (0%)
     Altele (0%)
La recensământul din 2011, populația satului Golemanovo era de 126 locuitori. Din punct de vedere etnic, majoritatea locuitorilor (84,12%) erau bulgari, cu o minoritate de romi (15,87%). Pentru 0,0% din locuitori nu este cunoscută apartenența etnică.